# Brian Thorne
Brian Thorne es un deportista canadiense que compitió en remo. Ganó dos medallas en el Campeonato Mundial de Remo, plata en 1979 y bronce en 1981.

## Palmarés internacional
| Campeonato Mundial | Campeonato Mundial | Campeonato Mundial | Campeonato Mundial      |
| Año                | Lugar              | Medalla            | Prueba                  |
| ------------------ | ------------------ | ------------------ | ----------------------- |
| 1979               | Bled (Yugoslavia)  | Medalla de plata   | Scull individual ligero |
| 1981               | Múnich (RFA)       | Medalla de bronce  | Scull individual ligero |